# Молчани (Грубешівський повіт)
Молчани (пол. Mołczany; укр. Мовчани) — неофіційний присілок села Долобичів у Польщі, у Люблінському воєводстві Грубешівського повіту, ґміни Долгобичув.
| Польща | Це незавершена стаття з географії Польщі. Ви можете допомогти проєкту, виправивши або дописавши її. |